# Picramnia pentandra
Picramnia pentandra är en tvåhjärtbladig växtart som beskrevs av Olof Swartz. Picramnia pentandra ingår i släktet Picramnia och familjen Picramniaceae. Inga underarter finns listade.